# اچ‌ام‌اس کولچستر (۱۷۰۷)
اچ‌ام‌اس کولچستر (۱۷۰۷) (به انگلیسی: HMS Colchester (1707)) یک کشتی بود که طول آن ۱۳۰ فوت ۶ اینچ (۳۹٫۸ متر) بود.